# Draparnaudia anniae
Draparnaudia anniae е вид коремоного от семейство Draparnaudiidae. Видът е критично застрашен от изчезване.

## Разпространение
Разпространен е в Нова Каледония.